# Marek Petrivalsky
Marek Petrivalsky (Olomouc, República Txeca, 17 de setembre de 1969) és un atleta especialitzat en curses d'orientació, i entrenador i seleccionador català d'aquest esport.
Des de ben aviat impulsà l'orientació catalana com a tècnic de la Federació de Curses d'Orientació de Catalunya (1997-99), i fou seleccionador nacional (1998-2000). Guanyà els 'Dos Dies Internacionals de Catalunya' (2006), i formà part, junt amb Roger Casal Fernàndez i Carles Loré Barraguer, de l'equip que primer es classificà en els Campionats d'Espanya de relleus (1998). Fou també seleccionador cadet de l'equip nacional de la República Txeca i secretari de l'organització dels Campionats del Món (2008).